# A Trip Through China
A Trip Trouhg China (xinès simplificat: 經過中國 ). Llargmetratge documental xinès de l'any 1917. Produït i dirigit per Benjamin Brodsky, empresari, exhibidor, distribuïdor, productor i director de cinema ukraïnès-americà. Un dels pioners de l'industria cinematogràfica a la Xina.

## Realització i contingut
El govern xinès  va patrocinar el rodatge que va durar entre dos i cinc anys segons les fonts i es va estrenar el 1917, amb l'autorització de filmar dins la Ciutat Prohibida.  Brodsky va rodar *A Trip Through China* en diverses ciutats xineses. Va crear un documental que presentava la vida quotidiana i les belleses naturals de pobles i viles. Va ser aclamat per la crítica després del seu llançament als Estats Units, i Brodsky fins i tot va ser elogiat pels mitjans de comunicació com el "Rei del cinema xinès".
*A Trip through China* probablement es va elaborar a partir dels 6.000 metres de negatiu que Brodsky va portar a San Francisco el 1915. Les versions es van projectar localment nou mesos després i a Los Angeles l'any següent.
La pel·lícula registra la realitat social, els paisatges i els costums de diversos llocs d'aquella època. El contingut és extens, incloent-hi Hong Kong, Pequín, Tianjin, Shanghai, Suzhou, les zones costaneres de Guangdong, i altres. Els paisatges inclouen la Gran Muralla, la Ciutat Prohibida de Pequín, el paisatge urbà de Hong Kong, i altres. També inclou escenes de la destrucció causada pel tifó de 1914 i la instal·lació de funcionaris governamentals als palaus de Pequín.
Els personatges inclouen agricultors i altres activitats, així com soldats i polítics, inclòs Yuan Shikai, primer ministre del Gabinet Imperial de la Dinastia Qing i segon President de la República de la Xina.

## Conservació
El 1989 va sortir a la llum una còpia de la pel·lícula, que es considerava perduda, en nou rotllos, que va ser adquirida pel Chinese Taipei Film Archive, al costat del manuscrit que inclou la biografia de Brodsky i una sèrie de fotografies. La còpia durava uns 80 minuts, lluny de les dues hores originals (deu rotllos en 35mm a la velocitat habitual de reproducció dels anys 10). L'arxiu taiwanès ha restaurat la còpia i ha elaborat un DVD de dues hores de durada.
Quan es va estrenar als Estats Units, va rebre elogis de publicacions com The New York Times i Variety .Es pot veure a You Tube en diferents formats.
No es conserva cap còpia completa als Estats Units, però el fragment de 18 minuts trobat a Nova Zelanda ofereix una visió de l'enfocament integral de la pel·lícula. La secció recorre Pequín des de les legacions estrangeres fins a la Ciutat Prohibida, aturant-se pel camí per mostrar els mercats bulliciosos i conèixer diversos dignataris: diplomàtics nord-americans, herois revolucionaris i membres del professorat del que ara és la Universitat de Tsinghua. (Un altre fragment a la Biblioteca del Congrés fa una ressenya de Shanghai.